# Mittweidaer BC
Der Mittweidaer BC ist ein ehemaliger deutscher Sportverein aus Mittweida, der von 1896 bis 1945 existierte. Der Club ist ein Gründungsmitglied des DFB.

## Verein
Der Mittweidaer BC (MBC) wurde am 5. Mai 1896 von 12 Studierenden des Technikums Mittweida im Schützenhaus Mittweida gegründet und agiert in der Meisterschaft des Mitteldeutschen Ballspiel-Verbandes. Gründungsmitglied und erster Vorsitzender war Udo Steinberg. Udo Steinberg vertrat auch den Mittweidaer BC auf der Gründungsversammlung des Deutschen Fußball-Bunds in Leipzig am 28. Januar 1900. Weiteres bekanntes Mitglied des MBC ist der mehrfache deutsche Meister im 110-Meter-Hürdenlauf Vincenz Duncker.
Der Club errang 1907 die Meisterschaft des Gau Südwestsachsen. In den folgenden Meisterschaftsspielen der mitteldeutschen Meisterschaft unterlag der MBC dem VfB Leipzig mit 0:6. Bis zur Spielzeit 1915/16 spielte Mittweida erstklassig in der Gauliga Südwestsachsen, danach erfolgte der Abstieg in die untersten Klassen. Erst mit dem Aufstieg in die zweitklassige Fußball-Bezirksklasse Chemnitz zur Spielzeit 1938/39 konnte der Verein wieder überregional in Erscheinung treten. Ab der Spielzeit 1943/44 erfolgte die Bildung einer Kriegsspielgemeinschaft mit der TSG Mittweida (ehemals Germania Mittweida). Zur Spielzeit Gauliga Sachsen 1944/45 wurde die KSG in die Gauliga Sachsen aufgenommen.
Mit Kapitulation Deutschlands erfolgte der Verbot sämtlicher Sportvereine und die KSG mitsamt beider beteiligten Vereinen wurde aufgelöst. Eine Neugründung des Mittweidaer BCs fand nach 1945, im Gegenzug zu Germania Mittweida, nicht statt.

## Statistik
- Teilnahme Mitteldeutsche Meisterschaft: 1906/07
- Teilnahme Gauliga Sachsen 1944/45 (als Kriegsspielgemeinschaft)